# Lewis Casson
Sir Lewis Casson, nato Lewis Thomas Casson (Birkenhead, 26 ottobre 1875 – Londra, 16 maggio 1969), è stato un attore e regista teatrale britannico.
Era sposato con Dame Sybil Thorndike, una delle leggende del teatro britannico.
Attore dal 1903, divenne noto anche in America. Celebre interprete di tragedie, è noto per aver ridimensionato il teatro shakesperiano. Lavorò anche per il cinema e la televisione.

## Ultimi anni e morte
Prese parte a tournée internazionali insieme alla moglie, continuando a lavorare fino al 1968, quando apparve per l'ultima volta in Night Must Fall di Emlyn Williams. Morì a Londra, al Nuffield Nursing Home il 16 maggio 1969, all'età di 93 anni. La moglie morì sette anni dopo, nel 1976.

## Filmografia
- The Merchant of Venice
- Escape!
- Crime on the Hill
- The Night Club Queen
- Raffiche
- Midshipman Easy, regia di Carol Reed (1935)
- Rhodes of Africa
- Calling the Tune
- La grande imperatrice
- La cavalcata delle follie
- Sixty Glorious Years
- Tutto mi accusa
- Il fronte della violenza
- Uncle Vanya